# Sedley Cooper
Sedley Cooper (1911 – sau 1938) là một cầu thủ bóng đá người Anh, thi đấu cho Halifax Town, Sheffield Wednesday, Huddersfield Town và Notts County.